# Брајан Гринберг
Брајан Гринберг (енгл. Bryan E. Greenberg; Омаха, 24. мај 1978) године је амерички глумац који је остао познат по улогама Џејка Џигелског у серији Три Хил и Ника Герета у серији Октобарски пут.